# Loch Langavat (Lewis)
Loch Langavat, schottisch-gälisch Loch Langabhat, ist ein Süßwassersee auf der schottischen Hebrideninsel Lewis and Harris. Er ist einer von vier Seen dieses Namens auf der Doppelinsel (siehe auch Loch Langavat (Begriffsklärung)).
Die Bezeichnung Langavat leitet sich aus den altnordischen Wörtern lang und vatn ab und bedeutet „Langer See“. Sie entstammt der Zeit der Wikingerbesiedlung der Hebriden.

## Geographie
Der See liegt umgeben von zahlreichen kleinen Seen nahe der Nordostküste von Lewis rund 19 Kilometer nordöstlich der Inselhauptstadt Stornoway etwa auf halber Strecke zwischen den Kaps Butt of Lewis und Tolsta Head. Auf Lewis gelegen, gehörte Loch Langavat historisch zur traditionellen Grafschaft Ross-shire. Heute ist Lewis Teil der Council Area Äußere Hebriden. In einer praktisch unbesiedelten Region der Doppelinsel gelegen, weisen die Ufer Loch Langavats keine aktuelle Besiedlung auf. Es führt keine Straße zu dem See. Die A857 als nächstgelegene Straße verläuft mindestens sieben Kilometer westlich.

## Beschreibung
Obschon die Ostküste Lewis’ nur weniger als zwei Kilometer entfernt ist, befindet sich Loch Langavat auf einer Höhe von 117 Metern über dem Meeresspiegel. Loch Langavat besitzt eine Länge von etwa 1,8 Kilometern bei einer maximalen Breite von etwa 830 Metern, woraus ein Uferumfang von sieben Kilometern sowie eine Fläche von 82 Hektar resultieren.
Verschiedene kleine Bäche speisen das Volumen von 5.405.197 Kilolitern. Das Einzugsgebiet von Loch Langavat beträgt 337 Hektar. Loch Langavat weist eine mittlere Tiefe von 6,6 Metern auf. Er entwässert über den kleinen Bach Gil an Tairbh in die Schottische See.
Auf einer kleinen Insel in Loch Langavat befinden sich die Ruinen einer nachmittelalterlichen Shieling-Hütte.